# Lili Kraus
Lili Kraus (Budapest, 3 de abril de 1903-Asheville, 6 de noviembre de 1986) fue una pianista clásica húngara de origen judío y checo que vivió en Nueva Zelanda.

## Biografía
Estudió en la célebre Academia de Música Ferenc Liszt, y en el conservatorio de su ciudad natal con Zoltán Kodály y Béla Bartók. En la década de 1930 se perfeccionó con Severin Eisenberger, Eduard Steuermann en Viena y Artur Schnabel en Berlín.
Lili Kraus fue una gran intérprete de Wolfgang Amadeus Mozart y Ludwig van Beethoven. Fue catapultada a la fama en su colaboración con Szymon Goldberg en giras por todo el mundo. Huyó del nazismo en 1939, debutando en San Francisco.
En 1943, fue capturada en una gira en Java e internada en un campo de concentración japonés hasta 1945. 
Después de la guerra se estableció en Nueva Zelanda, dedicándose a la enseñanza y las giras internacionales. Entre 1967 y 1983 enseñó en Fort Worth, para mudarse después a  Asheville (estado de Carolina del Norte), donde falleció en 1986.